# 46e Golden Globe Awards
De 46e Golden Globe Awards werden op 28 januari 1989 uitgereikt in het Beverly Hilton Hotel in Beverly Hills (Californië). De prijsuitreiking werd gepresenteerd door George Hamilton en Joan Collins. De nominaties werden op 4 januari 1989 bekendgemaakt.

## Film – winnaars en nominaties

### Beste dramafilm
- Rain Man
  - The Accidental Tourist
  - A Cry in the Dark
  - Mississippi Burning
  - Running on Empty
  - The Unbearable Lightness of Being

### Beste komische of muzikale film
- Working Girl
  - Big
  - A Fish Called Wanda
  - Midnight Run
  - Who Framed Roger Rabbit

### Beste regisseur
- Clint Eastwood – Bird
  - Barry Levinson – Rain Man
  - Sidney Lumet – Running on Empty
  - Mike Nichols – Working Girl
  - Alan Parker – Mississippi Burning
  - Fred Schepisi – A Cry in the Dark

### Beste acteur in een dramafilm
- Dustin Hoffman – Rain Man
  - Gene Hackman – Mississippi Burning
  - Tom Hulce – Dominick and Eugene
  - Edward James Olmos – Stand and Deliver
  - Forest Whitaker – Bird

### Beste actrice in een dramafilm
- Jodie Foster – The Accused
- Shirley MacLaine – Madame Sousatzka
- Sigourney Weaver – Gorillas in the Mist
  - Christine Lahti – Running on Empty
  - Meryl Streep – A Cry in the Dark

### Beste acteur in een komische of muzikale film
- Tom Hanks – Big
  - Michael Caine – Dirty Rotten Scoundrels
  - John Cleese – A Fish Called Wanda
  - Robert De Niro – Midnight Run
  - Bob Hoskins – Who Framed Roger Rabbit

### Beste actrice in een komische of muzikale film
- Melanie Griffith – Working Girl
  - Jamie Lee Curtis – A Fish Called Wanda
  - Amy Irving – Crossing Delancey
  - Michelle Pfeiffer – Married to the Mob
  - Susan Sarandon – Bull Durham

### Beste mannelijke bijrol
- Martin Landau – Tucker: The Man and His Dream
  - Alec Guinness – Little Dorrit
  - Neil Patrick Harris – Clara's Heart
  - Raúl Juliá – Moon over Parador
  - Lou Diamond Phillips – Stand and Deliver
  - River Phoenix – Running on Empty

### Beste vrouwelijke bijrol
- Sigourney Weaver – Working Girl
  - Sônia Braga – Moon over Parador
  - Barbara Hershey – The Last Temptation of Christ
  - Lena Olin – The Unbearable Lightness of Being
  - Diane Venora – Bird

### Beste script
- Running on Empty – Naomi Foner
  - A Cry in the Dark – Robert Caswell, Fred Schepisi
  - Mississippi Burning – Chris Gerolmo
  - Rain Man – Ronald Bass, Barry Morrow
  - Working Girl – Kevin Wade

### Beste filmmuziek
- Gorillas in the Mist – Maurice Jarre
  - The Accidental Tourist – John Williams
  - The Last Temptation of Christ – Peter Gabriel
  - Madame Sousatzka – Gerald Gouriet
  - The Milagro Beanfield War – Dave Grusin

### Beste filmsong
- "Two Hearts" – Buster
- "Let the River Run" – Working Girl
  - "When a Woman Loves a Man" – Bull Durham
  - "Kokomo" – Cocktail
  - "Why Should I Worry?" – Oliver & Company
  - "Twins" – Twins

### Beste niet-Engelstalige film
- Pelle Erobreren (Pelle the Conqueror) –  Denemarken
  - Babettes gæstebud (Babette's Feast) –  Denemarken
  - Hanussen –  Hongarije /  Oostenrijk /  Bondsrepubliek Duitsland
  - Salaam Bombay! –  India
  - Mujeres al borde de un ataque de nervios (Women on the Verge of a Nervous Breakdown) –  Spanje

## Films met meerdere nominaties
De volgende films ontvingen meerdere nominaties:
| Nominaties | Film                              | Awards |
| ---------- | --------------------------------- | ------ |
| 6          | Working Girl                      | 4      |
| 4          | A Cry in the Dark                 |        |
| 4          | Mississippi Burning               |        |
| 4          | Rain Man                          | 2      |
| 4          | Running on Empty                  | 1      |
| 3          | Bird                              | 1      |
| 3          | A Fish Called Wanda               |        |
| 3          | Gorillas in the Mist              | 2      |
| 2          | The Accidental Tourist            |        |
| 2          | Big                               | 1      |
| 2          | Bull Durham                       |        |
| 2          | The Last Temptation of Christ     |        |
| 2          | Madame Sousatzka                  | 1      |
| 2          | Midnight Run                      |        |
| 2          | Moon over Parador                 |        |
| 2          | Stand and Deliver                 |        |
| 2          | The Unbearable Lightness of Being |        |
| 2          | Who Framed Roger Rabbit           |        |

## Cecil B. DeMille Award
- Doris Day

## Televisie – winnaars en nominaties

### Beste dramaserie
- thirtysomething
  - Beauty and the Beast
  - L.A. Law
  - Murder, She Wrote
  - Wiseguy

### Beste komische of muzikale serie
- The Wonder Years
  - Cheers
  - The Golden Girls
  - Murphy Brown
  - Roseanne

### Beste miniserie of televisiefilm
- War and Remembrance
  - Hemingway
  - Jack the Ripper
  - The Murder of Mary Phagan
  - The Tenth Man

### Beste acteur in een dramaserie
- Ron Perlman – Beauty and the Beast
  - Corbin Bernsen – L.A. Law
  - Harry Hamlin – L.A. Law
  - Carroll O'Connor – In the Heat of the Night
  - Ken Wahl – Wiseguy

### Beste actrice in een dramaserie
- Jill Eikenberry – L.A. Law
  - Susan Dey – L.A. Law
  - Sharon Gless – Cagney & Lacey
  - Linda Hamilton – Beauty and the Beast
  - Angela Lansbury – Murder, She Wrote

### Beste acteur in een komische of muzikale serie
- Michael J. Fox – Family Ties
- Judd Hirsch – Dear John
- Richard Mulligan – Empty Nest
  - Ted Danson – Cheers
  - Tony Danza – Who's the Boss?
  - John Goodman – Roseanne

### Beste actrice in een komische of muzikale serie
- Candice Bergen – Murphy Brown
  - Beatrice Arthur – The Golden Girls
  - Roseanne Barr – Roseanne
  - Tracey Ullman – The Tracey Ullman Show
  - Betty White – The Golden Girls

### Beste acteur in een miniserie of televisiefilm
- Michael Caine – Jack the Ripper
- Stacy Keach – Hemingway
  - Richard Chamberlain – The Bourne Identity
  - Anthony Hopkins – The Tenth Man
  - Jack Lemmon – The Murder of Mary Phagan

### Beste actrice in een miniserie of televisiefilm
- Ann Jillian – The Ann Jillian Story
  - Vanessa Redgrave – A Man for All Seasons
  - Jane Seymour – War and Remembrance
  - Jane Seymour – The Woman He Loved
  - JoBeth Williams – Baby M

### Beste mannelijke bijrol in een televisieserie, miniserie of televisiefilm
- Barry Bostwick – War and Remembrance
- John Gielgud – War and Remembrance
  - Armand Assante – Jack the Ripper
  - Kirk Cameron – Growing Pains
  - Larry Drake – L.A. Law
  - Derek Jacobi – The Tenth Man
  - Edward James Olmos – Miami Vice

### Beste vrouwelijke bijrol in een televisieserie, miniserie of televisiefilm
- Katherine Helmond – Who's the Boss?
  - Jackée Harry – 227
  - Swoosie Kurtz – Baja Oklahoma
  - Rhea Perlman – Cheers
  - Susan Ruttan – L.A. Law

## Series met meerdere nominaties
De volgende series ontvingen meerdere nominaties:
| Nominaties | Serie                     | Awards |
| ---------- | ------------------------- | ------ |
| 7          | L.A. Law                  | 1      |
| 4          | War and Remembrance       | 3      |
| 3          | Beauty and the Beast      | 1      |
| 3          | Cheers                    |        |
| 3          | The Golden Girls          |        |
| 3          | Jack the Ripper           | 1      |
| 3          | Roseanne                  |        |
| 3          | The Tenth Man             |        |
| 2          | Hemingway                 | 1      |
| 2          | The Murder of Mary Phagan |        |
| 2          | Murder, She Wrote         |        |
| 2          | Who's the Boss?           | 1      |
| 2          | Wiseguy                   |        |